# Reazione a catena della polimerasi inversa
La reazione a catena della polimerasi inversa, nota anche con la sigla RT-PCR (da reverse transcriptase-polymerase chain reaction), è una variante della tecnica della reazione a catena della polimerasi (PCR). Questa tecnica consiste nella sintesi di una molecola di DNA a doppio filamento a partire da uno stampo di RNA. La molecola di DNA sintetizzata mediante il processo di retrotrascrizione è definita cDNA. Mediante l'impiego della RT-PCR è possibile convertire in DNA un intero trascrittoma (insieme di tutto il trascritto di una cellula) di uno specifico tessuto di un individuo in una specifica fase del suo sviluppo. Per tale motivo, la RT-PCR è una tecnica che viene sfruttata in laboratorio per studiare l'espressione genica, perché consente di sottoporre a ulteriori analisi il cDNA sintetizzato. Il prodotto della retrotrascrizione dell'RNA, anche detta Reazione First-strand, può essere amplificato mediante PCR classica, oppure essere quantificato mediante real time PCR (qPCR).

## Retrotrascrizione
L'RNA totale (contenente anche RNA ribosomale) viene incubato con:
- un enzima DNA polimerasi RNA-dipendente, detto comunemente trascrittasi inversa o retro-trascrittasi.
- deossiribonucleotidi trifosfato (dNTPs).
- una soluzione tampone.
- ioni bivalenti Mg2+, che fungono da cofattori per la polimerasi.
- sequenze primer.

Le sequenze primer fungono da innesco appaiandosi in modo complementare al filamento di RNA. I primer più comunemente usati sono gli oligo(dT), ovvero sequenze oligonucleotidiche di timidina pensate per appaiarsi alla coda poliadenilata degli RNA. Se invece si vuole amplificare un campione di RNA privo della coda di poliadenosina i primer più indicati sono gli "esameri casuali" (in inglese "random hexamers") o i "nonameri casuali" (in inglese "random nonamers"): sequenze casuali di 6 o 9 basi che essendo appunto casuali possono potenzialmente fungere da primer per qualsiasi sequenza stampo di RNA. Alcuni ricercatori utilizzano una combinazione di entrambi i primer per ottenere una miscela con le caratteristiche di entrambi. In alternativa, è anche possibile utilizzare un primer specifico, nel caso si voglia retrotrascrivere solo un ben determinato RNA.
Il primer fornisce un 3'-OH libero utilizzabile dalla trascrittasi inversa per generare un filamento di DNA complementare al trascritto. Questa fase viene detta di allungamento e il suo andamento è strettamente dipendente dalla natura dell'enzima. Anche per quanto riguarda la scelta dell'enzima si hanno diverse opzioni. Utilizzando l'enzima MMLV (acronimo di Virus della leucemia del topo di Moloney, in inglese Moloney murine leukemia virus) la reazione di allungamento va effettuata a 37 °C, il che risulta problematico nel caso si abbia un RNA ricco in strutture secondarie e/o GC. Una scelta migliore risulta essere l'enzima Superscript III (acronimo SSIII): si tratta di una variante dell'enzima MMLV, ingegnerizzato per resistere a temperature più elevate. In questo caso la reazione viene condotta a 50 °C per 1 ora circa. L'enzima SSIII possiede anche un'attività RNasi H ridotta rispetto a MMLV, il che consente di ottenere un cDNA più lungo e con una resa migliore. 
Sintetizzato il primo filamento, prima di procedere con l'amplificazione del cDNA, viene aggiunto alla reazione l'enzima RNAsi (solitamente derivata dal batterio Escherichia coli) che degrada il filamento di RNA originale che è stato usato come stampo dalla trascrittasi inversa.

## Amplificazione
Quando la retrotrascrizione è completa, il cDNA generato viene amplificato tramite una metodica di PCR standard.
Una DNA polimerasi DNA-dipendente termostabile, un enzima con attività 5'→3' polimerasica viene aggiunta allo stampo di cDNA e in presenza di una coppia di primer specifici per la sequenza del gene che si desidera amplificare, la reazione di PCR viene avviata. Se non si dispone della sequenza o se interessa l'amplificazione di tutto il DNA, il secondo primer sarà aspecifico in modo tale che si appai con l'estremità del primo filamento di DNA e di tutti i cDNA neosintetizzati.
Dapprima viene sintetizzata una molecola di DNA a doppio filamento a partire dalla molecola di cDNA, conducendo la reazione a una temperatura adatta a permettere l'annealing dei primer al DNA. Successivamente portando la temperatura a 95 °C, la nuova molecola di DNA si denatura e i due filamenti così separati sono pronti per un nuovo appaiamento dei primer e per la sintesi da parte della polimerasi, a un nuovo abbassamento della temperatura (72 °C circa 1000 bp/minuto). Dopo circa 30 cicli, saranno stati prodotti milioni di copie della sequenza di interesse.